# مرضیه

خدیجه اشرف‌السادات مرتضایی (۱ فروردین ۱۳۰۳ – ۲۱ مهر ۱۳۸۹) که با نام هنری مَرضیه شناخته می‌شد، خوانندهٔ ایرانی بود. وی در ۲۶ مرداد ۱۳۷۳ از ایران خارج شد و در عراق، پس از دیدار با مسعود رجوی، به عضویت شورای ملی مقاومت ایران با محوریت سازمان مجاهدین خلق ایران درآمد. او ۱۶ سال پایانی عمر خود را در عراق یا فرانسه گذراند و با این سازمان همکاری می‌کرد و فعالیت‌های هنری‌اش در این سال‌ها ذیل این سازمان و با خواندن ترانه‌های آنان بود. یکی از ترانه‌های معروف او رفتم که رفتم بود.
مرضیه در سال ۱۳۸۹، بر اثر سرطان استخوان در پاریس درگذشت.

## زندگی
خدیجه اشرف‌السادات مرتضایی با نام هنری مرضیه در ۱ فروردین ۱۳۰۳ در تهران زاده شد. پدرش، سید حسن مرتضایی و مادرش، ربابه، از افراد هنردوست بودند. در خانواده و اقوام او هنرمندانی از قبیل مجسمه‌ساز، نقاش و مینیاتوریست و موسیقی‌دان بودند. وی در هنرستان موسیقی تحصیل کرده است.
مرضیه در مصاحبه‌ای دربارهٔ خود گفته بود: «در زمانی که خانواده‌های ایرانی به‌ندرت فرزندان دخترشان را برای تحصیل علم می‌فرستادند پدر من با وجود اینکه یک فرد روحانی بود؛ مرا تشویق به آموزش تحصیلات مرسوم زمان نمود. وقتی که من آغاز به خواندن کردم خواننده‌شدن برای زنان خیلی غیرعادی بود و در عین حال یک خواننده در آن زمان باید هم دانش مدرسه‌ای می‌داشت و هم دانش کلاسیک موسیقی و همچنین یک صدای خوب. در ضمن استادان موسیقی زیادی باید صدای او را تأیید می‌کردند و در عین حال تئوری موسیقی را باید به‌خوبی می‌دانست. من پیش از اینکه شروع به خواندن کنم سال‌های زیادی را به آموختن در زیر نظر استادان بزرگ موسیقی ایرانی گذراندم.»
مرضیه در سال ۱۹۴۲ (۱۳۲۱ خورشیدی) زیر نظر اسماعیل مهرتاش، استاد بزرگ موسیقی در ایران، فعالیت هنری خود را آغاز کرد. در ابتدا با بازی در نقش شیرین در نمایش «خسرو و شیرین» در تئاتر باربد تهران به محبوبیت رسید. این نمایش که ۳۷ شب روی صحنه بود با استقبال زیادی از سوی مخاطبان روبه‌رو شد. مرضیه پس از آن به شهرت و مهارت فوق‌العاده‌ای در خواندن آواز دست یافت و این باعث شد تا تصنیف‌نویسان و شاعران زیادی آمادهٔ همکاری با او شوند.
در سال ۱۳۵۴ خورشیدی (۱۹۷۵ میلادی) جشن دویستمین سال استقلال آمریکا در مدیسن اسکوئر گاردن (واقع در شهر نیویورک) برگزار شد که در آن کشورهای زیادی دارای غرفه بودند. از ایران هم مرضیه و عارف، از طرف رادیو ایران رفته بودند و هر روز در آنجا برنامه اجرا می‌کردند.
مرضیه در سال ۱۳۷۳ بعد از پانزده سال عدم فعالیت در موسیقی، ایران را ترک کرد و در فرانسه به تشویق دوستان دیرینه‌اش، مریم و هدایت‌الله متین‌دفتری، به شورای ملی مقاومت پیوست و پناهندگی گرفت. او در سفرهای گوناگون به کشورهای مختلف کنسرت‌های زیادی در حمایت از شورا و در مخالفت با سیاست‌های جمهوری اسلامی ایران ارائه داد. در این دوران، او با هنرمندان و شاعران و آهنگسازان و نوازندگانی چون محمد شمس، شاپور باستان‌سیر، عماد رام، آندرانیک و شاعرانی چون محمدعلی اصفهانی، اسماعیل وفا یغمایی، حمیدرضا طاهرزاده استاد موسیقی اصیل ایرانی و نیز دو هنرمند بریتانیایی یعنی راس پاپل رهبر ارکستر سمفونیک فستیوال لندن و لرد یهودی منوهین، کارهای متعددی ارائه نمود.

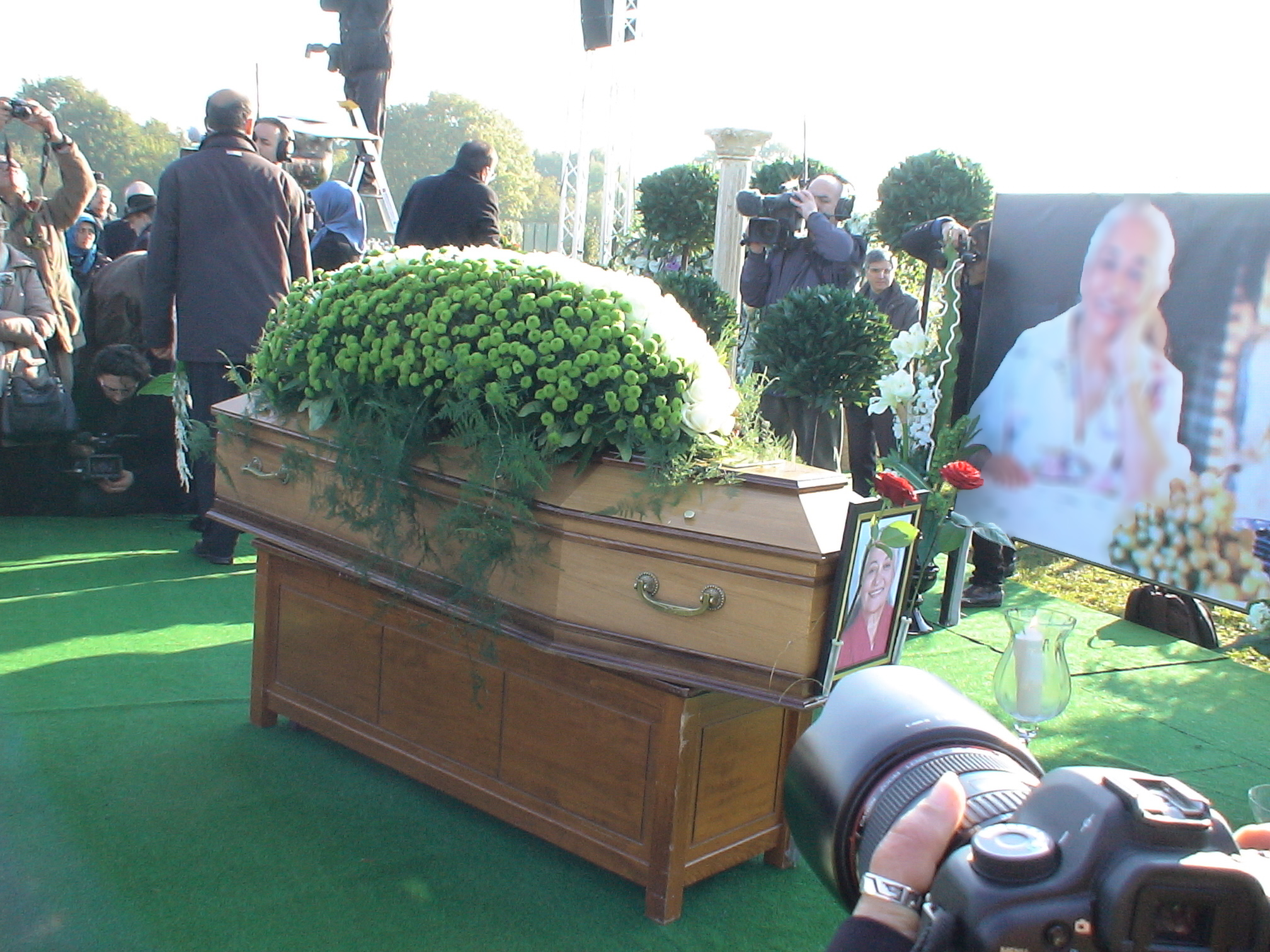
گوشه‌ای از مراسم خاک‌سپاری مرضیه در حومهٔ پاریس، ۱۸ مارس ۲۰۱۰ میلادی

ورود دوبارهٔ مرضیه به صحنه، رویدادی جذاب برای شنوندگان آثار او در سال‌های پیش از انقلاب بود.
به‌گزارش لس آنجلس تایمز، کنسرت وی در لس آنجلس با «تدابیر شدید امنیتی» برگزار و عبور همهٔ شرکت‌کنندگان از زیر ردیاب‌های فلزی، موجب ۴۵ دقیقه تأخیر شد.
از آثار معروف او در این دوره «مثل مهتاب» با شعر محمدعلی اصفهانی و سرودهای «زن»، «کاوه»، «میهن» و ارتش آزادی با شعرهای اسماعیل وفا یغمایی و آهنگسازی محمد شمس بوده است.

## تصانیف دوصدایی
مرضیه در طول دورهٔ هنری خود ۵ بار تصانیف دوصدایی خواند که ۳ بار از آن با غلامحسین بنان، یک‌بار با علی بهاری و یک‌بار هم با نوهٔ دختری خود، جانان خرم بوده. چنگ رودکی که به جوی مولیان معروف شد با همکاری بنان، آهنگسازی روح‌الله خالقی و شعری از رودکی خلق شد. همین تصنیف در کنسرت سالن المپیا پاریس در سن ۸۳ سالگی که در واقع آخرین حضور او در صحنه بود با همراهی ارکستر اپرای پاریس و نیز جانان خرم نوهٔ مرضیه که بخش‌های مربوط به بنان را می‌خواند بازسازی و با تنظیم مجدد توسط محمد شمس بازخوانی شد.
مطلع شعر:
بوی جوی مولیان آید همی / یاد یار مهربان آید همی
۲ اثر دیگر اجرا شده با بنان مربوط به برنامهٔ رادیویی گل‌های رنگارنگ ۲۵۴ و ۱۳۴ است که به صورت آواز ضبط و در دسترس است.
اما تصنیف دیگر که در سال‌های نخست ورود مرضیه به دنیای هنر با همکاری علی بهاری سروده شده بود سال‌ها بود که در گذر زمان از یادها و نظرها محو شده بود به‌طوری که خود مرضیه هیچ‌گاه وجود چنین اثری را ابراز نکرد. بنا به گفتهٔ بزرگ لشگری، بعد از ساخت تصنیف، وی احساس می‌کند بخشی از فضای تصنیف خالی است و نیاز به یک صدای مردانه دارد از همین رو از علی بهاری که در استودیو مشغول نواختن ویولن بوده درخواست می‌کند تا با مرضیه در این مورد همکاری کند و ایشان هم می‌پذیرند. شعر تصنیف (موی سپید) از کارهای معینی کرمانشاهی است.
مطلع شعر:
ای شب ای شب کو صبح امیدم / رحمی آخر بر موی سپیدم

## فعالیت سیاسی
مرضیه از سال ۱۳۷۰ عضو شورای ملی مقاومت که سخنگوی سازمان مجاهدین خلق ایران محسوب می‌شود بود. پس از سقوط صدام حسین، مرضیه مدت ۱۰ روز در مرز عراق و اردن سرگردان بود تا سرانجام موفق شد از این کشور خارج شود و به اروپا برود. وی در سال ۱۳۷۳ پس از دیدار با مریم رجوی، پیوستن خود را به شورای ملی مقاومت ایران اعلام کرد. یک سال بعد کنسرتی در رویال آلبرت هال لندن برگزار کرد. وی در ادامهٔ همین فعالیت‌های سیاسی و هنری خود کنسرت‌های متعددی در شهرهای مختلف جهان از جمله لس آنجلس، دوسلدورف، استکهلم، وین، دورتموند، اوبرهاوزن، پاریس و… اجرا کرد. یکی از کارهای هنری او اجرای کنسرتی بر فراز تانک‌ها و در حضور رزمندگان شورای ملی مقاومت ایران در قرارگاه اشرف بود. مرضیه در طول سفر خود به عراق از چندین واحد ارتش آزادی‌بخش بازدید کرد و در حالی که صدها تانک و هزاران نفر از افراد ارتش آزادی‌بخش دور او را محاصره کرده بودند به بالای یکی از تانک‌ها رفت و نخستین کنسرت خود را اجرا کرد.

## آلبوم‌ها

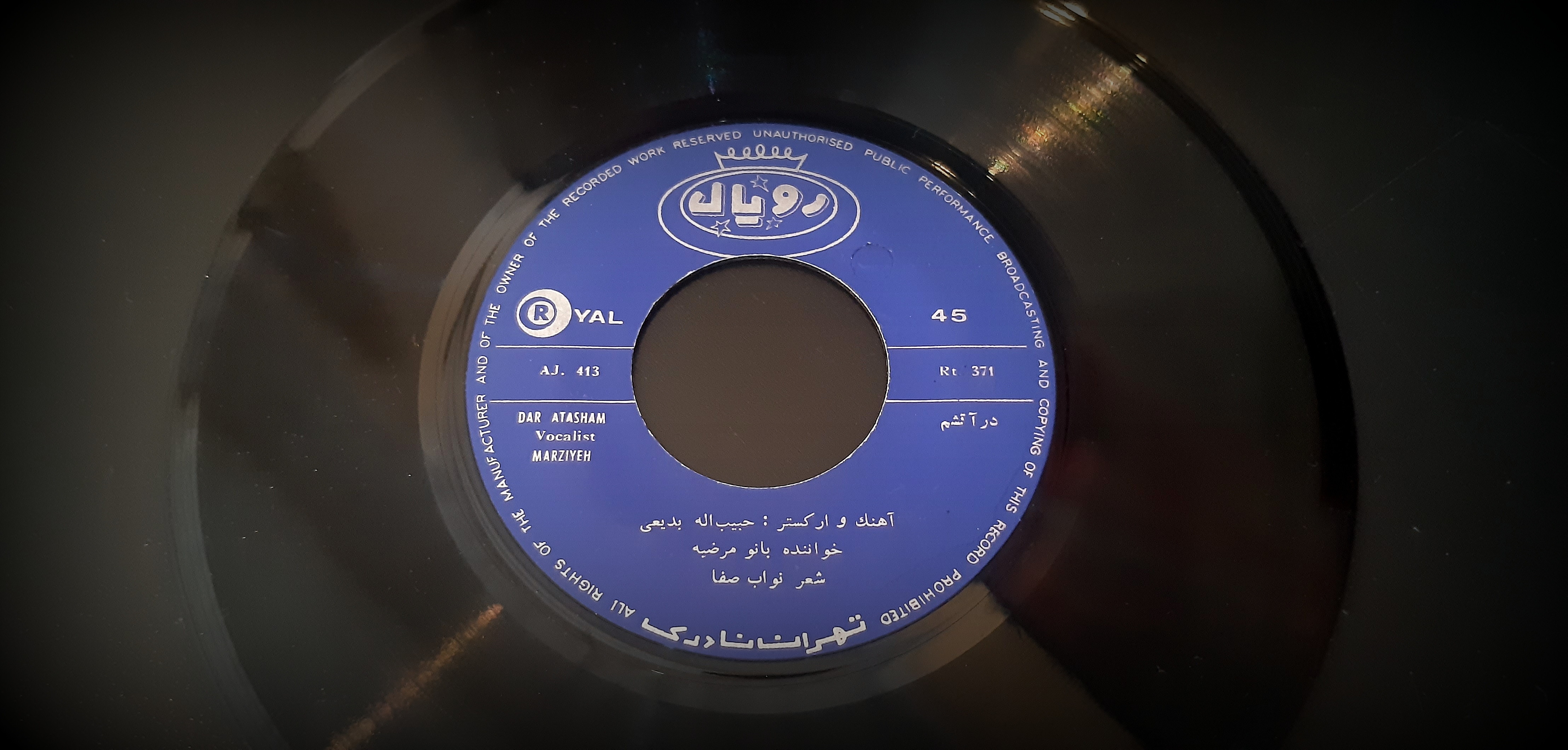
صفحه گرامافون «در آتشم»، موسیقی: حبیب‌الله بدیعی، شعر: نواب صفا، خواننده: مرضیه

- سنگ خارا
- در فکر
- دیدی که رسوا شد دلم
- خواب نوشین
- آئین وفا
- مینای شکسته
- در خلوت غم
- از من بگذرید
- برق نگاه
- بت چین
- بیداد زمان
- عشق خود حاشا مکن
- دلم می‌سوزد
- تو رو می‌خواد
- مثل جنگل
- الههٔ ناز
- وا دل من
- مناجات

## درگذشت
مرضیه سال‌های پایانی عمرش را در پاریس گذراند. در فروردین ۱۳۸۹ دخترش هنگامه امینی را که مبتلا به بیماری سرطان بود از دست داد و چندی بعد خود نیز ظهر روز چهارشنبه ۲۱ مهر ۱۳۸۹، در سن ۸۶ سالگی بر اثر بیماری سرطان استخوان در بیمارستان آمریکایی‌ها در شهر پاریس درگذشت.
تنها پسر او که حاصل ازدواج دوم اوست در آمریکا زندگی می‌کند. همچنین نوهٔ دختری او جانان خرم ترانه‌هایی خوانده که از جملهٔ آن می‌توان به ترانهٔ دختر کولی که سال‌ها پیش مادربزرگش خوانده بود اشاره کرد. جانان هم‌اکنون در پاریس زندگی می‌کند.

## نگارخانه
